# فرودگاه منطقه‌ای کوستل کارولینا
فرودگاه منطقه‌ای کوستل کارولینا (به انگلیسی: Coastal Carolina Regional Airport) یک فرودگاه با کد یاتا EWN است که یک باند فرود آسفالت دارد و طول باند آن ۱۸۳۰ متر است. این فرودگاه در کشور ایالات متحده آمریکا قرار دارد .

## شرکت‌های هواپیمایی و مقصدهای پروازی
| شرکت‌های هواپیمایی | مقصدهای پروازی           |
| ----------------- | ------------------------ |
| امریکن ایگل       | شارلوت داگلاس1           |
| دلتا کانکشن       | هارتسفیلد-جکسون آتلانتا1 |

^  امریکن ایگل and دلتا کانکشن both use بمباردیه اروسپیس بمباردیه سی‌آرجی ۱۰۰/۲۰۰ aircraft.

### Cargo operations
| شرکت‌های هواپیمایی                      | مقصدهای پروازی |
| -------------------------------------- | -------------- |
| Business AirFreight                    | رالی-دورهام    |
| فدکس اکسپرس اجرا توسط مانتین ایر کارگو | پیدمونت تراید  |
| یوپی‌اس ایرلاینز اجرا توسط مارتین‌ایر    | رالی-دورهام    |

### USO
The NC USO opened an Information desk at EWN on ۲۱ نوامبر ۲۰۱۱. This marked the 5th USO facility in North Carolina. Volunteers man the USO desk and assist military personnel and family to figure out how to get to پایگاه نیروی هوایی، دریایی چری پوینت، پایگاه نیروی هوایی، دریایی نیوریور or Camp Lejeune. The volunteers help arrange transportation, provide a small package of personal items and assist families with children to get from plane to car and generally serve as an information and referral system with a nice smiling face.